# イザベル2世 (エルサレム女王)
イザベル2世（Isabelle II, Yolande de Brienne, 1212年 - 1228年4月25日）は、エルサレム女王（在位：1212年 - 1228年）。ヨランドともいわれる。エルサレム王ジャン1世とエルサレム女王マリーアとの間の一人娘。西ヨーロッパのローマ皇帝フリードリヒ2世の2番目の皇后。

## 生涯
母エルサレム女王マリーアはモンフェッラート侯コンラート1世とエルサレム女王イザベル1世の長女で、1210年に十字軍に参戦して活躍したシャンパーニュの騎士ジャン・ド・ブリエンヌと結婚した。マリーアは1212年にイザベルを出産後、産褥熱で死去した。生後数日でイザベルはエルサレム女王として即位し、それまでマリーアと共同統治していた父ジャンはイザベルの摂政となった。
1222年にローマ皇帝フリードリヒ2世は、教皇ホノリウス3世の希望により女王イザベルとの結婚と十字軍への参加に同意した。イザベルとフリードリヒはアグネス・フォン・ヴァイプリンゲンを通して血縁関係にあり、この結婚は教皇の特免状を必要とした。1225年11月9日にイザベルはフリードリヒ2世と結婚し、フリードリヒ2世は結婚式当日からエルサレム王を名乗っている。1228年4月25日、イザベルは後のローマ王コンラート4世を産んだが、同日死去し、アンドリア大聖堂に葬られた。イザベルの死後、息子のコンラート4世がエルサレム王位を継承した。